# The Syndicate of Sound
The Syndicate of Sound var ett amerikanskt garagerockband bildat 1964 i San Jose, Kalifornien. De är kända för genombrottslåten "Little Girl", vilken blev en nationell topp 10-hit 1966.
Bandets originaluppsättning bestod av Don Baskin (1946–2019) (sång, gitarr), John Sharkey (gitarr, keyboard), Bob Gonzalez (basgitarr), Larry Ray (gitarr), och John Duckworth (trummor). Ray hade strax innan genombrottet ersatts av Jim Sawyers. Efter att Duckworth blivit inkallad under Vietnamkrigets höjdpunkt började bandet falla sönder och det upplöstes 1970. Bandet återförenades 1990 med originalmedlemmarna Baskin, Gonzalez och Duckworth. Larry Ray anslöt sig till bandet 2005.
The Syndicate of Sound invaldes i San Jose Rocks Hall of Fame 2006.

## Diskografi
Album
- 1966 – Little Girl
- 1988 – Syndicate Of Sound (samlingsalbum)

Singlar
- 1966 – "Little Girl" / "You" (#8 på Billboard Hot 100)
- 1966 – "Rumors" / "The Upper Hand"
- 1967 – "Keep It Up" / "Good Time Music"
- 1967 – "That Kind Of Man" / "Mary"
- 1970 – "Brown Paper Bag" / "Reverb Beat"
- 1970 – "Mexico" / "First To Love You"
- 1995 – "Who'll Be The Next In Line?" / "The Spider & The Fly"